# Hönsäters kapell
Hönsäters kapell är en kyrkobyggnad som sedan 2002 tillhör Kinnekulle församling (tidigare Österplana församling) i Skara stift. Kapellet ligger i utkanten av Hällekis i Götene kommun.

## Kapellet
Byggnaden består av ett långhus format som en utdragen oktogon, samt sakristia och vapenhus på motsatta sidor av långhuset. Byggnadens murar är gjorda av kalksten. Portal, altarbord och korgolv är tillverkade i finslipad Kinnekulle-kalksten. Innerväggarnas nedre del är klädda med tegel.
Hönsäters kapell kom till efter det att Hellekis aktiebolag, som drev en cementfabrik vid Hönsäters säteri,  bestämt sig för att anställa en församlingsdiakon för företagets anställda. I samband med det så började bolagsstyrelsen fundera på om man inte också borde bygga en församlingslokal så att de anställda inte skulle behöva ta sig till Österplana kyrka. Beslut att bygga ett kapell togs 1910. Arbetarna vid cementfabriken begärde då att också få en närbelägen begravningsplats vilket ledde till att kapellet kom att anläggas med en kyrkogård. Kapellet uppfördes 1912-1913 efter ritningar av Lars Kellman och invigdes 7 juli 1913. När Hellekis AB 1913 uppgick i Skånska cement AB, beslöt de nya ägarna att skänka kapellet till Österplana församling.

## Inventarier

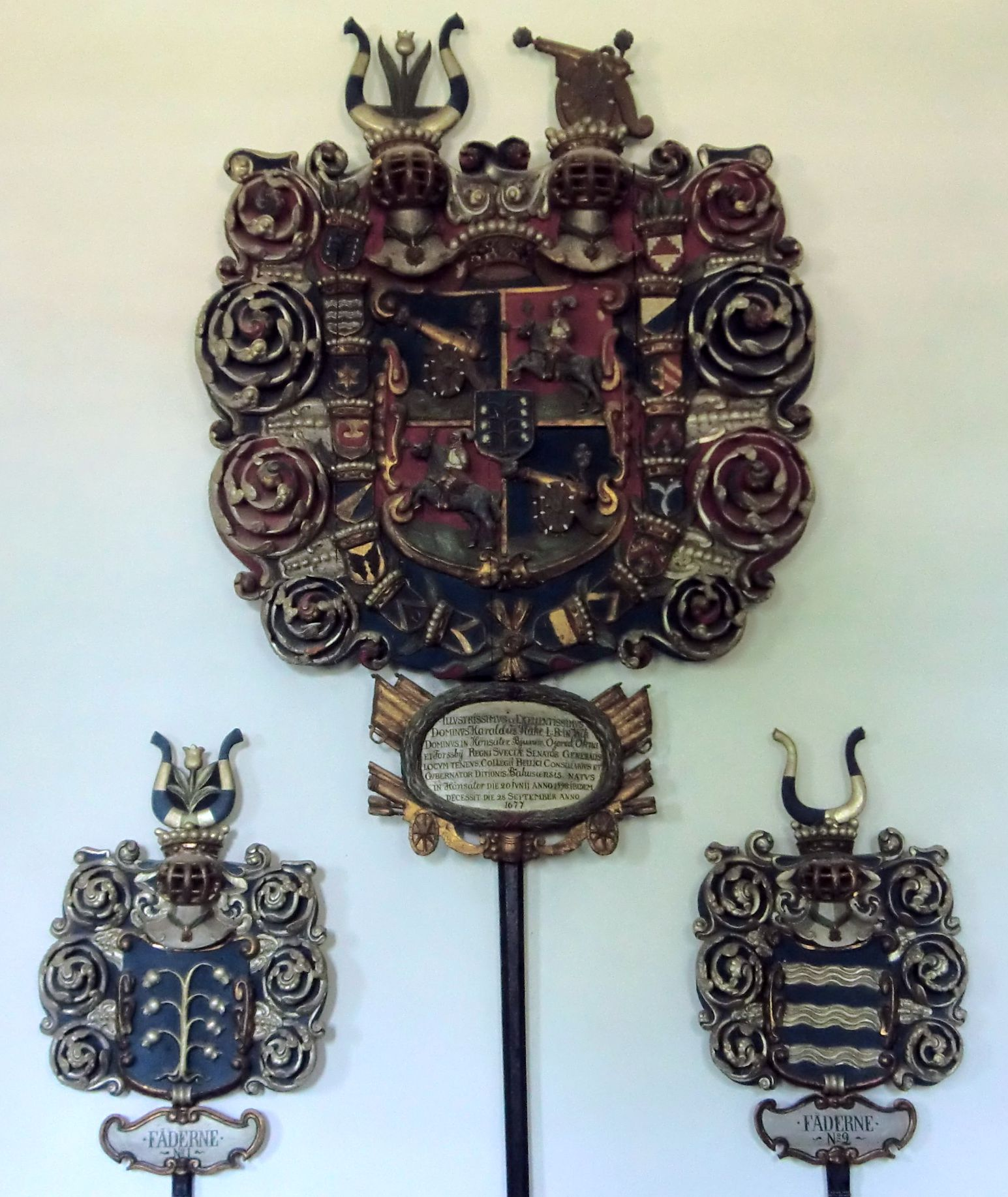
General Harald Stakes begravningsvapen

I kyrkan finns många föremål som kommer ifrån Österplana gamla kyrka som revs på 1870-talet. Många av föremålen har anknytning till den restaurering av Österplana gamla kyrka på 1600-talet som kom till på initiativ av Harald Stake. Denne skänkte också många av föremålen. Stake var general och ägare till Hönsäter.
- Tre huvudbanér och 16 anvapen. De hör till släkten Stake och bars i procession vid Harald Stakes begravning 1678.
- Altaruppsatsen består av delar och skulpturer från det gamla altaret i Österplana gamla kyrka. Vissa delar härstammar från 1600-talet. Krucifixet i mitten är ett elfenbensarbete i tidig renässansstil från 1400-talet.
- Predikstolen är från 1661. Den är tillverkad i ek och rikt skulpterad.
- Dopfunten från 1600-talet är skulpterad i trä och har ett dopfat av mässing.[2]